# کودکانی از آب و گل
کودکانی از آب و گل فیلمی به کارگردانی  و نویسندگی عطاءالله حیاتی ساختهٔ سال ۱۳۷۲ است.

## خلاصه داستان
«کریم سرابی»، مشهور به کریم دوزن، اهل روستای «سراب» و شکارچی با تجربهٔ محلی، شصت سال پیش در موقع ازدواج مهریهٔ همسرش را زیارت مکه تعیین کرده است. اما در طول این همه سال موفق به سفر نشده‌اند. با آغاز جنگ کریم سرابی راهنمایی سربازان را به عهده می‌گیرد، و به دلیل حسن انجام وظیفه به او اعلام می‌شود که می‌تواند به مکه سفر کند. کریم هنگامی که به میان دوستان و آشنایان خود بازمی‌گردد که همسرش در بمباران شهر شهید شده و او، طبق وصیت نامهٔ همسرش، تصمیم می‌گیرد بقایای استخوان‌های جسد همسرش را به طواف خانهٔ خدا ببرد.

## بازیگران
- هما روستا
- منوچهر آذر
- رضا بابک
- احمد آقالو
- احمدرضا اسعدی
- باقر صحرارودی
- شهرام جمشیدی
- بابک خندان
- ثریا شیرزادی
- هوشنگ صالحی‌تبار
- مجتبی قلندرلکی
- فاطمه‌ علی یاری
- ابراهیم سعدالهی
- عبدالحمید حجت
- شهین اشرف
- توران یاقوتی
- ایران رجبی
- نیلوفر جوادپور
- ماشاءاله وروائی
- هواس پلوک
- عمادالدین شکردست
- مهدی اعلامی فر
- حسین رستمی
- لیاقت بیگی
- آرام ابوالحسنی
- زیبا اسدیان
- سارا اسدیان
- قدرت کاویار
- محمدحسین بوته